# Emmanuel Rousseau
Emmanuel-Frédéric-Gérard Rousseau (Nancy, 30 de junho de 1969) é um arquivista francês, membro do Conselho Soberano da Ordem Soberana e Militar de Malta e seu Grão-Comandante. Ele serviu como curador do Arquivo e Biblioteca do Palazzo Magistrale. 

## Biografia
Ele cresceu na Itália, depois em Mosela e Jura na França, antes de se mudar para Paris, onde concluiu o ensino médio. Estudou no Lycée Henri IV em Paris e ingressou na École Nationale des Chartes, escola que forma arquivistas e bibliotecários na França desde 1821. Formou-se em 1996 com diploma de paleógrafo e tese sobre os selos da primeira cinco casas da Ordem de Cîteaux de 1098 a 1516. Ele então estudou na École nationale du Patrimoine, que oferece treinamento administrativo para curadores de patrimônio.
Ingressou no Arquivo Nacional em Paris em 1997, onde foi responsável por vários departamentos até 2006. A partir de 2007, dirigiu os arquivos departamentais de Eure-et-Loir em Chartres por três anos antes de retornar ao Arquivo Nacional. De 2012 a 2023 foi diretor de acervos do Arquivo Nacional, responsável por 200 funcionários e 371 quilômetros lineares de arquivos, desde o século VII até os dias atuais. Curador geral do patrimônio, publicou vários livros sobre heráldica e selografia e contribuiu para a mais recente monografia sobre a Catedral de Chartres.
Após vários anos de escotismo, em 1986 tornou-se voluntário nas Obras Hospitaleiras Francesas da Ordem de Malta e trabalhou por muitos anos na delegação do 7.º arrondissement de Paris, da qual também foi chefe. Ele participou ativamente das atividades da Ordre de Malte France. Frei Emmanuel participa das peregrinações internacionais da Ordem a Lourdes desde 1998 e foi aí que sentiu o chamado para uma vocação religiosa na Ordem através do serviço aos enfermos. Admitido na Ordem em 2003, entrou no noviciado em 2006 e emitiu os votos solenes a 11 de maio de 2011. Participou na fundação da Academia Histórica da Ordem de Malta na França e publicou várias obras históricas sobre a Ordem.
Em 2009, foi eleito vogal do Conselho Soberano da Ordem de Malta e reeleito em 2014 e 2019. Há mais de uma década é Curador do Arquivo e Biblioteca do Palazzo Magistrale. Ele assumiu o cargo de Grão-Comandante em 3 de setembro de 2022 e, no Capítulo Geral Extraordinário ocorrido de 25 a 29 de janeiro de 2023, foi reconfirmado no cargo por mais seis anos.